# Mutilation
Mutilation – polska grupa wykonująca muzykę z pogranicza death metalu. Powstała w 1991 roku w Miechowie. Założycielami byli Tomasz Chwastek i Sławomir Malicki.
W 1992 roku ukazało się pierwsze demo formacji zatytułowane The Last Convulsion. Kaseta została nagrana w Miechowkim Domu Kultury i wydana własnymi środkami. W 1993 roku zespół udaje się do rzeszowskiego studia Mewa i nagrywa materiał na debiutancką kasetę Immortal Visions wydaną w oficjalnej formie przez Carnage Records. Rok 1995 to ciężka praca nad nowymi utworami co owocuje nagraniem kolejnej taśmy demo The Future Remains The Past w Krakowskim TR Sound Studio, materiał zostaje wydany głównie w celach promocyjnych rozesłany do prasy podziemnej oraz oficjalnych magazynów. Kolejnym wydawnictwem zespołu jest Invisible Turn 12 utworów (w  tym dwa covery Judas Priset – Breaking the Law oraz Black Sabbath  - Cronucopia) nagranych w Olsztyńskim Selani Studio pod okiem Andrzeja Bomby w 1999 roku.
25 marca 2003 roku nakładem Empire Records ukazał się debiutancki album Mutilation pt. Possessed by Reality nagrany w krakowskim Green Studio. Zespół promuje album na trasie koncertowej "Posseessed Tour 2003" w towarzystwie słowackiego Contempt, Eternal Tear oraz Tromsnar. W styczniu 2004 grupa udaje się do Mamut Studio - Macieja Mularczyka, gdzie nagrywa drugą płytę Conflict Inside, płyta zostaje wydana 25 lipca 2004 nakładem Empire Records.
Obecnie zespół po dłuższej przerwie pracuje nad trzecim albumem.

## Dyskografia
- The Last Convulsion" (1992, wydanie własne, demo)
- Immortal Visions" (1993, MC Carnage Records)
- The Furure Remains The Past (1995, wydanie własne, demo)
- Invisible Turn (1999, wydanie własne, demo)
- Possessed by Reality (2003, CD Empire Records, Crash Music)
- Conflict Inside' (2004, CD Empire Records, Adipocere Records)